# (4356) Marathon
(4356) Marathon (9522 P-L) – planetoida z pasa głównego asteroid okrążająca Słońce w ciągu 4,69 lat w średniej odległości 2,8 j.a. Odkryta 17 października 1960 roku.